# Mary Mallon

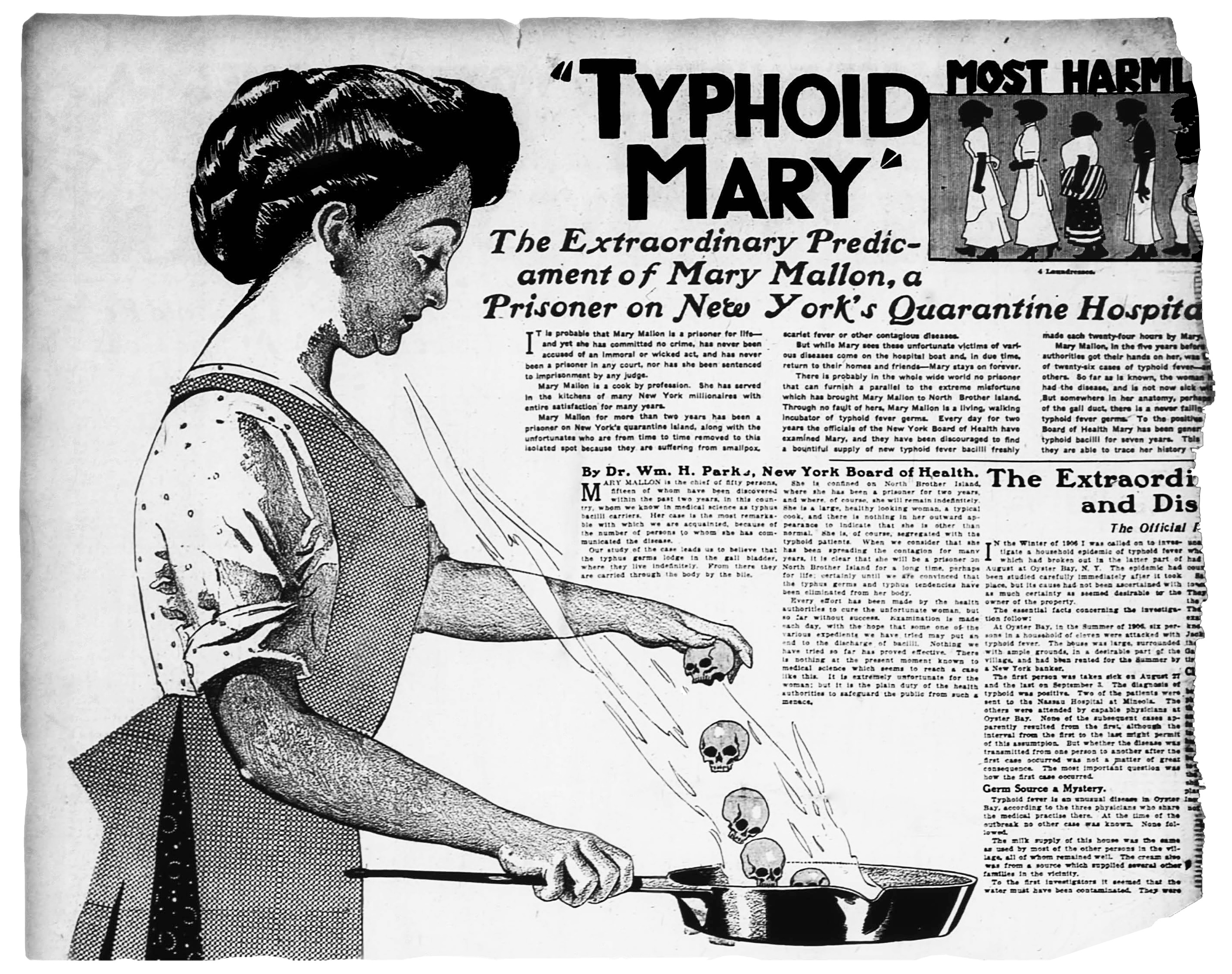
Krant uit 1909 met Typhoid Mary

Mary Mallon (Cookstown, County Tyrone, 23 september 1869 – North Brother Island, 11 november 1938), ook wel bekend als Typhoid Mary (tyfus-Mary), was een Ierse immigrante die de eerste bekende symptoomloze drager was van buiktyfus in de Verenigde Staten. Als drager had ze geen symptomen, maar was ze toch besmettelijk. Ze infecteerde hierdoor 47 mensen, van wie er drie stierven. Haar bekendheid is deels te danken aan haar felle ontkenning van haar rol in de besmettingen en haar weigering om te stoppen met werken als kok. Dit leidde uiteindelijk tot haar gedwongen internering.

## Jeugd en komst naar de Verenigde Staten
Mary Mallon werd geboren in Cookstown, County Tyrone, Ierland in 1869 en emigreerde in haar eentje naar de VS in 1883. Op een bepaald ogenblik liep ze buiktyfus op, maar ze had slechts een zeer milde vorm, waarbij ze de bacillen wel bij zich droeg in haar galblaas en deze verspreidde zonder echter zelf tekenen van ziekte te vertonen. Aangezien ze geen specifieke vaardigheden bezat, ging ze bij privéhuishoudens in New York aan de slag, waarbij ze uiteindelijk de relatief goedbetaalde baan kreeg van kokkin.

## De besmettingen

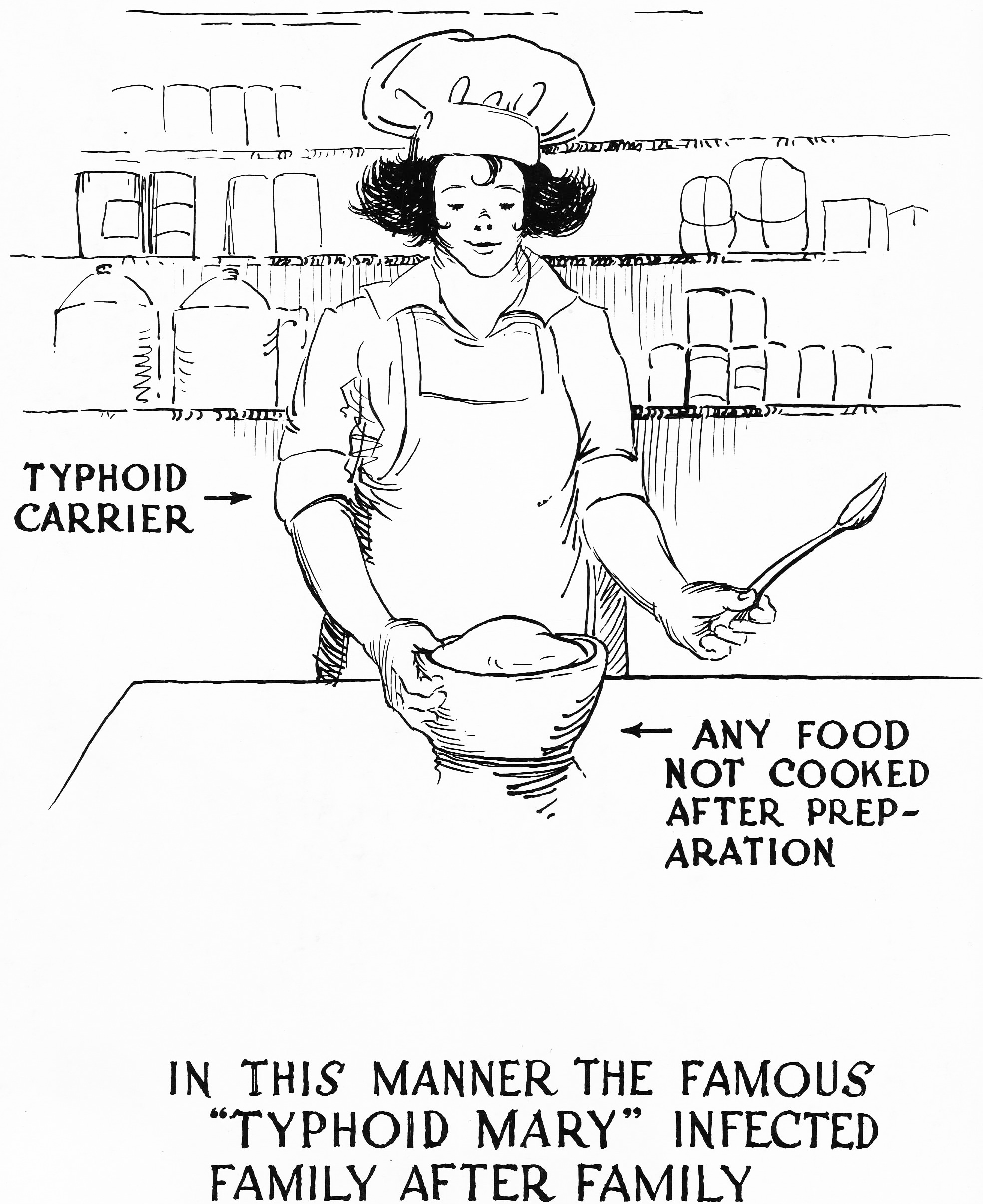
Het principe van de besmetting

Tussen 1900 en 1907 werkte ze als kokkin in verschillende huishoudens in het gegoede Oyster Bay. Iedere indienstneming van Mary Mallon leidde na enkele weken tot een buiktyfusepidemie binnen dat huishouden, soms met dodelijke afloop. De autoriteiten en de medische stand kregen belangstelling voor de herhaaldelijke uitbraken van buiktyfus en in 1907 identificeerde de onderzoeker George Soper haar als gemeenschappelijke invloed bij de uitbraken en zocht contact met haar. Mary Mallon ontkende haar rol in de besmettingen, want ze was immers zelf niet ziek. Ze weigerde dan ook urine en feces af te staan. Soper publiceerde toch een rapport in de Journal of the American Medical Association. Ook een tweede poging mislukte, Mary stuurde hem en de arts die hij had meegebracht weg. Een derde keer zocht Soper haar op toen ze een ziekenhuisbehandeling moest ondergaan, en vertelde haar dat hij hier een boek over kon schrijven dat haar rijk zou maken, omdat zij de royalty's zou krijgen. Mallon weigerde opnieuw en sloot zichzelf op in het toilet tot hij wegging.

## Eerste Quarantaine
De New Yorkse medische autoriteiten stuurden nu Dr. Sara Josephine Baker om met Mary Mallon te praten, maar deze weigerde nu ieder contact omdat ze meende slachtoffer te zijn van een justitiële dwaling. De autoriteiten hadden er nu genoeg van en lieten haar arresteren. Nadat de gezondheidsinspecteur had vastgesteld dat ze inderdaad een draagster was, werd ze geïnterneerd in het Riverside Hospital op North Brother Island. Men stelde haar voor om haar galblaas met een cholecystectomie te verwijderen, maar ze weigerde.

## Vrijlating
In 1910 gaven humanitaire overwegingen toch de doorslag en besloot men Mary Mallon weer vrij te laten onder twee voorwaarden. Mary Mallon moest allereerst beloven nooit meer als kokkin te gaan werken. Bovendien moest ze een verklaring tekenen waarin ze beloofde dat ze altijd de nodige hygiënische maatregelen zou naleven om te voorkomen dat anderen besmet raakten.

## Recidive
Mary Mallons nieuwe baan als wasvrouw verdiende echter niet zo goed als haar eerdere baan als kokkin. Bovendien zag ze niet in waarom ze niet als kokkin mocht werken, aangezien ze weigerde te geloven dat ze draagster van buiktyfus was. In 1915 ging ze daarom onder de valse naam Mary Brown opnieuw als kokkin werken, deze keer in de kraamkliniek Sloane Hospital for Women. Het resultaat was een nieuwe tyfusepidemie met 25 besmettingen en 1 dode. 

## Definitieve internering

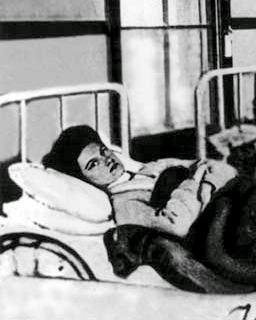
Mary Mallon in het hospitaal

Al snel linkten de autoriteiten de tyfusgevallen aan de nieuwe kokkin. Mary Mallon werd opnieuw opgespoord, gearresteerd en geïnterneerd in het Riverside Hospital op North Brother Island, deze keer voor de rest van haar leven.
In haar laatste jaren werd ze bekend en journalisten kwamen haar interviewen. Zij moesten echter afstand houden van haar en mochten niets van haar aannemen. Ze bleef volhouden dat ze niet de besmettingsbron kon zijn omdat ze niet ziek was. Later mocht ze assistentiewerk verlenen in het laboratorium van het ziekenhuis. In 1932 raakte ze verlamd door een beroerte, en op 11 november 1938 overleed ze, nog steeds in quarantaine in het Riverside Hospital. Na haar dood wees een autopsie aan dat ze besmettelijk was tot op haar sterfdag: haar galblaas bevatte levende buiktyfusbacillen.

## Debat
Mary Mallon is een symbool geworden voor het debat over de mensenrechtenkwesties inzake quarantaine. Ze werd tegen haar wil voor de rest van haar leven in afzondering gehouden. Van haar kant bleef ze ontkennen dat ze draagster was. De autoriteiten beriepen zich echter op het voorkomen van toekomstige buiktyfusuitbraken indien Mary Mallon naar de maatschappij zou terugkeren.
Er bestaan andere soortgelijke voorbeelden van asymptomatische buiktyfusdragers. In het Engels staat de term Typhoid Mary voor iemand die, al dan niet onwetend, een ziekte of iets anders verspreidt.